# Лохбюї (Колорадо)
Лохбюї (англ. Lochbuie) — місто (англ. town) в США, в округах Велд і Адамс штату Колорадо. Населення — 8088 осіб (2020).

## Географія
Лохбюї розташоване за координатами 40°0′40″ пн. ш. 104°43′36″ зх. д. / 40.01111° пн. ш. 104.72667° зх. д. (40.011108, -104.726592).  За даними Бюро перепису населення США в 2010 році місто мало площу 9,76 км², з яких 9,70 км² — суходіл та 0,06 км² — водойми.

## Демографія
Згідно з переписом 2010 року, у місті мешкало 4726 осіб у 1631 домогосподарстві у складі 1227 родин. Густота населення становила 484 особи/км².  Було 1762 помешкання (181/км²).
Расовий склад населення:
| - 78,5 % — білих - 1,3 % — корінних американців - 1,1 % — чорних або афроамериканців - 0,8 % — азіатів - 0,2 % — вихідців з тихоокеанських островів - 14,2 % — осіб інших рас |

До двох чи більше рас належало 4,0 %. Частка іспаномовних становила 31,8 % від усіх жителів.
За віковим діапазоном населення розподілялося таким чином: 30,6 % — особи молодші 18 років, 62,2 % — особи у віці 18—64 років, 7,2 % — особи у віці 65 років та старші. Медіана віку мешканця становила 30,5 року. На 100 осіб жіночої статі у місті припадало 105,5 чоловіків;  на 100 жінок у віці від 18 років та старших — 99,8 чоловіків також старших 18 років.
Середній дохід на одне домашнє господарство  становив 53 334 долари США (медіана — 49 415), а середній дохід на одну сім'ю — 54 241 долар (медіана — 49 707). Медіана доходів становила 40 941 долар для чоловіків та 26 439 доларів для жінок. За межею бідності перебувало 20,8 % осіб, у тому числі 25,4 % дітей у віці до 18 років та 14,4 % осіб у віці 65 років та старших.
Цивільне працевлаштоване населення становило 2321 осіб. Основні галузі зайнятості: роздрібна торгівля — 18,0 %, освіта, охорона здоров'я та соціальна допомога — 13,1 %, виробництво — 12,8 %.